# Thouet
Der Thouet ist ein Fluss in Frankreich, der in den Regionen Nouvelle-Aquitaine und Pays de la Loire verläuft. Er entspringt im Gemeindegebiet von Le Beugnon, entwässert generell Richtung Nord bis Nordost, erreicht den Regionalen Naturpark Loire-Anjou-Touraine und mündet nach rund 143 Kilometern im Gemeindegebiet von Saumur als linker Nebenfluss in die Loire. Auf seinem Weg durchquert der Thouet die Départements Deux-Sèvres und Maine-et-Loire.

## Orte am Fluss
(Reihenfolge in Fließrichtung)
- Secondigny
- Azay-sur-Thouet
- Le Tallud
- Parthenay
- Gourgé
- Saint-Loup-Lamairé
- Airvault
- Saint-Généroux
- Thouars
- Montreuil-Bellay
- Chacé
- Saumur

## Schifffahrt
Die früher bedeutende Schifffahrt am Thouet und am Canal de la Dive wurde 1957 eingestellt. Man findet aber noch heute eine Vielzahl von Schleusen und anderen schifffahrtstechnischen Bauwerken unterschiedlichster Technologie.